# خولیان بائوتیستا
خولیان بائوتیستا (اسپانیایی: Julián Bautista‎؛ ‏ ۲۱ آوریل ۱۹۰۱ – ۸ ژوئیهٔ ۱۹۶۱) آهنگساز، موسیقی‌دان و رهبر ارکستر اهل اسپانیا بود. وی ۲ مرتبه برندهٔ «جایزه ملی موسیقی اسپانیا» شد.
از فیلم‌ها یا مجموعه‌های تلویزیونی که وی در آن‌ها نقش داشته‌است، می‌توان به شبح‌بانو اشاره نمود.